# はるばると世界旅
『はるばると世界旅』（はるばるとせかいたび）は、1993年4月7日から1995年3月15日までNHK総合テレビで放送されていた紀行番組である。全83回。放送時間は毎週水曜 20:00 - 20:39 （日本標準時）、別の時間帯での再放送あり。

## 概要
NHKのアナウンサーが旅人役を務めていた番組で、毎回彼らの中から1人が代表で世界各地を訪れていた。時折地方のNHK放送局（NHK大阪放送局・NHK広島放送局・NHK高知放送局等）の制作となる場合があり、当該回ではエンドクレジットで「NHK・大阪」「NHK・広島」などと表記していた。

## エンディングテーマ
- 太陽に出逢う風（高橋リナ）

## 放送リスト
1. パタゴニアの短い夏 マゼラン海峡を行く 〜チリ〜（1993年4月7日）
2. パタゴニアの短い夏 世界最南端の町 〜アルゼンチン・チリ〜（1993年4月14日）
3. 春イタリア 中世の光の中で 〜アッシジ〜（1993年4月28日）
4. 縦断 西オーストラリア伊勢エビの海に夢を追う 〜アブロロス諸島〜（1993年5月12日）
5. 縦断 西オーストラリア熱い大地 大牧場とワニに賭ける 〜キンバリー地方〜（1993年5月19日）
6. カリブ・名作の舞台 老人と海の島 〜キューバ〜（1993年5月26日）
7. カリブ・名作の舞台 花の島に光まぶしく 〜マルティニーク〜（1993年6月2日）
8. ケニア 夢を紡ぐ人々 イスラム文化が薫る街 〜モンバサ・ラム〜（1993年6月16日）
9. ケニア 夢を紡ぐ人々 故郷の村はるかなり 〜ナイロビ〜（1993年6月23日）
10. 愛しのベルリン “壁”の消えた街で（1993年6月30日）
11. 愛しのベルリン ディートリヒの面影（1993年7月7日）
12. 純情 トルコ物語 アリババと400匹の羊（1993年7月14日）
13. 純情 トルコ物語 海峡家族三つの幸せ 〜イスタンブール〜（1993年7月21日）
14. アメリカ南部の小さな幸せ 心の歌 街に流れて 〜ニューオーリンズ〜（1993年8月25日）
15. アメリカ南部の小さな幸せ 15歳のほほえみ 〜国境の町ブラウンズビル〜（1993年9月1日）
16. 白夜の大地を行く 夏至祭の町の24時間 〜グリーンランド〜（1993年9月8日）
17. 白夜の大地を行く 氷海の狩人たち 〜グリーンランド〜（1993年9月22日）
18. 南フランス 愛する大地 夏の光と白い馬 〜プロバンス〜（1993年9月29日）
19. 南フランス 愛する大地 ハーブと高原の風（1993年10月6日）
20. ブラジルの風さわやかに サンバの天使たち 〜サルバドール〜（1993年10月13日）
21. ブラジルの風さわやかに アマゾン悠々 〜マナウス〜（1993年10月20日）
22. 秋色 中国江南 〜上海・横丁物語〜（1993年10月27日）
23. 秋色 中国江南 水郷・上海蟹漁のころ 〜江蘇省・淀山湖〜（1993年11月10日）
24. エジプト・熱砂の中へ ナイルに白い帆をあげて（1993年11月17日）
25. エジプト・熱砂の中へ ラクダはアラーの贈りもの（1993年11月24日）
26. スウェーデン晩秋の彩り 水の都の船ぐらし 〜ストックホルム〜（1993年12月1日）
27. スウェーデン晩秋の彩り ガラスの国のシンフォニー 〜スモーランド〜（1993年12月8日）
28. 赤道の楽園インドネシア “猛牛”に燃える島 〜マドゥーラ島〜（1993年12月15日）
29. 赤道の楽園インドネシア 碧い海の歌声 〜アンボン島〜（1993年12月22日）
30. 南太平洋フィジーの笑顔 出会いの言葉は“ブラ”（1994年1月5日）
31. 南太平洋フィジーの笑顔 海の“大家族” 〜マラケ島〜（1994年1月12日）
32. 韓国 冬景色 イカは港で跳ねていた 〜ソクチョ市〜（1994年1月19日）
33. 韓国 冬景色母（オモニ）たちのキムチ自慢 〜チョンジュ市〜（1994年1月26日）
34. 太陽の恵み・中米コスタリカ コーヒー家族の祈り 〜ナランホ〜（1994年2月2日）
35. 太陽の恵み・中米コスタリカ 海亀とともに生きる 〜オスティオナル村〜（1994年2月9日）
36. 中国 川紀行 心は風景より美しい 〜桂林・漓江〜（1994年2月16日）
37. 中国 川紀行 国境の小さな渡し場 〜東興・北侖河〜（1994年2月24日）
38. モルディブ 夢のサンゴ礁 ヤシの島 宴の島（1994年3月2日）
39. モルディブ 夢のサンゴ礁 漁師魂はドーニに乗って（1994年3月9日）
40. ニュージーランド 緑の風の大地 森のうたを聴きながら（1994年3月16日）
41. ニュージーランド 緑の風の大地 水辺はわが楽園（1994年3月23日）
42. 火祭りに願いを寄せる街 〜バレンシア〜（1994年4月6日）
43. 摩天楼に夢を託して 〜ニューヨーク・チャイナタウン〜（1994年4月13日）
44. 思いは家族の待つ村へ 〜マレーシア・コタバル〜（1994年4月20日）
45. 路地裏に愛を奏でて 〜メキシコ・グアダラハラ〜（1994年4月27日）
46. 躍動ハワイアンスピリット ヒロ・フラダンス大会（1994年5月4日）
47. ガラスにきざむ里の春 〜チェコ・北ボヘミア〜（1994年5月11日）
48. メコンの流れに微笑を映して 〜タイ・ノンカイ〜（1994年5月18日）
49. 故郷はシベリアの森 ロシア・エルボガチョン（1994年5月25日）
50. 風に吹かれて大草原はるか 〜モンゴル春紀行〜（1994年6月1日）
51. ベドウィン・砂漠に生きる 〜ヨルダン・ワディラム〜（1994年6月8日）
52. わが島は宝の海にかこまれてアイスランド ヘイマ島（1994年6月15日）
53. 聖なる村の職人たち 〜インド・オリッサ州〜（1994年6月22日）
54. 夢かなでるラテン恋歌 〜チリ・サンティアゴ〜（1994年7月6日）
55. 妖精がほほえんだ夏 〜アイルランド・アラン諸島〜（1994年7月13日）
56. 幸福のカウボーイハット 〜アメリカ大西部・モンタナ州〜（1994年7月20日）
57. モンタナ人情酒場 〜アメリカ・やさしさの交差点〜（1994年7月27日）
58. 緑の谷に祈りみちて 〜ルーマニア　マラムレシュ〜（1994年8月24日）
59. 男は素手で牛に向かう 〜ポルトガル闘牛の村〜（1994年8月31日）
60. マンゴー実る森に誘われて 〜アフリカ・カメルーン〜（1994年9月7日）
61. チーズ村に夏が来て 〜オランダ・ゴーダ地方〜（1994年9月14日）
62. アラスカ マッキンリー 〜山が輝き 人が輝く〜（1994年9月21日）
63. 夢の灯りがともる街 〜台湾・台北市〜（1994年9月28日）
64. いつもの笑顔にあいたくて 〜台北市・青年公園の人々〜（1994年10月5日）
65. 幸せは風の中に 〜大西洋 カナリア諸島〜（1994年10月12日）
66. シャチの歌が聞こえる入り江 〜カナダ・バンクーバー島〜（1994年10月19日）
67. 森の大工は腕自慢 〜南ポーランド・ザコパネ〜（1994年10月26日）
68. 笑いが街をかけめぐる 〜モントリオール・バスの旅〜（1994年11月2日）
69. コサックの大地に歌声高く 〜ロシア ボルゴグラード〜（1994年11月9日）
70. 聖なる都の芸術家たち 〜ロシア・サンクトペテルブルク〜（1994年11月16日）
71. カリブの男は一人海に行く 〜ホンジュラス・グアダルーペ〜（1994年11月30日）
72. やさしさは霧に包まれて 〜ネパール・カトマンズ盆地〜（1994年12月7日）
73. サラブレットに夢をかけて 〜イギリス・ニューマーケット〜（1994年12月14日）
74. 土薫るウィスキーの島 〜スコットランド・ジュラ島〜（1994年12月21日）
75. 緑の山河に愛馬を駆って 〜オーストラリア・メルボン〜（1995年1月11日）
76. 大平原の小さな駅 〜オーストラリア ナラボー平原〜（1995年1月25日）
77. 悠久の森に象とくらす 〜スリランカ・ガンパハ地方〜（1995年2月1日）
78. 北の海は少年の夢はぐくんで 〜デンマーク・スケーン〜（1995年2月8日）
79. 陽気なリズムと白球にかける夢 〜カリブ海 ドミニカ共和国〜（1995年2月15日、NHK広島放送局制作）
80. オベイドじいさんと200人の家族 〜イエメン・摩天楼都市シバーム〜（1995年2月22日）
81. オアシスの緑豊かに 〜モロッコ・ティネリール〜（1995年3月1日）
82. わが里はオリーブの木に抱かれて 〜南イタリア・プーリア州〜（1995年3月8日）
83. 少年の夢はロブスターマン 〜アメリカ・モンヒーガン島〜（1995年3月15日）